# (125592) Buthiers
Pour les articles homonymes, voir Buthiers.
(125592) Buthiers est un astéroïde de la ceinture principale.

## Description
(125592) Buthiers est un astéroïde de la ceinture principale. Il fut découvert par Jean-Claude Merlin le 15 décembre 2001 à Buthiers. Il présente une orbite caractérisée par un demi-grand axe de 2,59 UA, une excentricité de 0,13 et une inclinaison de 3,3° par rapport à l'écliptique.
Il fut nommé d'après l'observatoire de Buthiers, établi à Buthiers dans la forêt de Fontainebleau en 2000 sous les auspices de l'Association Nationale Sciences Techniques Jeunesse (aujourd'hui Association Planète Sciences).

## Compléments